# Philosemitismus
Philosemitismus (von griech. philos – „Freund“ – und Semitismus) ist seit etwa 1880 ein Sammelbegriff für eine den Juden, dem Judentum oder seinen Kulturleistungen und dem Staat Israel gegenüber wohlgesinnte Haltung, deren konkrete Inhalte und Motivationen vielfältig sind. Ursprünglich wurde es als abwertendes Schlagwort vor allem von Antisemiten verwendet.

## Begriff
Der Ausdruck war ursprünglich ein Kampfbegriff deutscher Judengegner gegen ihre nichtjüdischen Gegner. Er setzt den Begriff des Antisemitismus voraus, der in Deutschland und Österreich um 1865 aufkam.
Heinrich von Treitschke sprach im Zusammenhang des von ihm ausgelösten Berliner Antisemitismusstreits 1880 erstmals vom „philosemitischen Eifer“. Er schrieb diesen der Deutschen Fortschrittspartei zu, die sich den Forderungen der damaligen Antisemitenpetition widersetzte. Zuvor hatte sein Kontrahent Theodor Mommsen von „pro- und antisemitischen Stimmungen“ gesprochen, und Wilhelm Endner hatte nichtjüdische Deutsche, die sich aus seiner Sicht „jüdische Grundsätze“ aneigneten, als „Judengenossen“ abgewertet. Bis 1912 wurde der Begriff Philosemitismus vorwiegend in diesem Sinne zur Polemik gegen den Linksliberalismus verwendet.
Der Judenmissionar Johann F. A. de la Roi bezeichnete 1884 Christen als Philosemiten, die im notwendigen „Vernichtungskampf“ zwischen Juden und Christen „eine Liebe fordern, welche nicht mehr die Wahrheit zum Siege führen will“, die also das Ziel der Bekehrung aller Juden zu Jesus Christus aufgäben.
Der Sozialist Franz Mehring benutzte den Begriff seit 1890 als Polemik gegen konservative und liberale Publizisten: Ihr Philosemitismus sei „nichts als die letzte ideologische Verkleidung des Kapitalismus“; die sozialistische Presse müsse „kapitalistische Philosemiten“ ebenso wie „philosemitische Kapitalisten“ bekämpfen. Wenn jüdische Kapitalisten sich über den Antisemitismus nur dann erregten, wenn dieser dem Kapitalismus in die Quere kommt, wie 1891 beim Xantener Fall eines angeblichen Ritualmords, sei das geheuchelt:

„Im Judenthum vertheidigen die Mosse und Genossen die Möglichkeit, die Voraussetzungen des Schachers, auf denen die Herrlichkeit der kapitalistischen Welt beruht; deshalb drücken sie schmunzelnd beide Augen zu, wenn ein Jude zerstampft wird, weil sein Judenthum dem Kapitalismus irgendwie in die Quere kommt, aber deshalb erheben sie auch ein Jammergeschrei, wenn eine antikapitalistische Bewegung einem Juden um seines Judenthums willen zu nahe tritt. Der Antisemitismus ist eine antikapitalistische Bewegung, nichts weiter.“

Diese Haltung traf innerhalb der Sozialdemokratie auf Kritik von Eduard Bernstein, der in der Neuen Zeit warnte, dass durch die Verwendung des mehrdeutigen Schlagworts „Philosemitismus“ in der Arbeiterbewegung den Antisemiten Recht gegeben würde. Mehring wird wegen dieser und ähnlicher Äußerungen von den Historikern Robert S. Wistrich und Götz Aly heute für antisemitisch gehalten.
Walter Rathenau bezeichnete 1897 in seinem Aufsatz Höre Israel diejenigen als Philosemiten, die die Existenz einer Judenfrage im Kaiserreich bestritten. Auch er meinte damit Liberale, die ein die deutsche Nation angeblich schädigendes Verhalten nicht allen, sondern einzelnen Juden nachsagten und dafür nur die Anwendung oder allenfalls moderate Verschärfung bestehender Gesetze forderten. Ihnen gab Rathenau Recht.
Judenfeinde des späten 19. Jahrhunderts nannten auch die Vertreter der Aufklärung des 18. Jahrhunderts „Philosemiten“, die diesen Begriff nicht kannten: etwa John Toland mit seiner Schrift Gründe für die Einbürgerung der Juden in Großbritannien und Irland unter Gleichstellung mit allen anderen Nationen (1714), Gotthold Ephraim Lessing mit seinem Drama Nathan der Weise (1779) oder Christian Konrad Wilhelm von Dohm mit seiner Programmschrift Über die bürgerliche Verbesserung der Juden (1781–1783). Der Antisemitismusforscher Alex Bein lehnt diesen Bezug des Begriffs als ahistorische Rückprojektion ab, da viele Aufklärer die Besonderheiten der jüdischen Religion als zu überwindende Hemmnisse betrachtet und demzufolge das Festhalten gläubiger Juden daran als Problem und störrische Unbelehrbarkeit abgelehnt oder diese Ablehnung begünstigt hätten.
Seit 1945 wird der Ausdruck allgemein als wohlwollende Haltung von Nichtjuden gegenüber Juden verstanden bzw. gegenüber dem, was Nichtjuden als typisches und wertvolles Anliegen der Juden betrachten. In diesem Sinne wurde Philosemitismus oft als „umgekehrter Antisemitismus“ gedeutet und kritisiert, der nur das gelten lasse, was Nichtjuden an Juden sympathisch finden. Wie der Antisemitismus sei er eine Perspektive, aus der Juden auf irgendeine Weise außergewöhnlich seien. So warnte der neurechte Publizist Armin Mohler 1962 vor einem offensiv auftretenden Philosemitismus, der bei der jüngeren Generation zu neuem Antisemitismus führen würde, die nicht bereit sei, „Buße“ zu tun für Verbrechen, die vor ihrer Geburt begangen worden waren. Dabei ging es ihm nach Einschätzung des Historikers Fabian Weber aber um Schuldabwehr und einen Schlussstrich unter die Versuche, die NS-Vergangenheit zu bewältigen.

## Typisierungsversuche
Hans-Joachim Schoeps verstand Philosemitismus seit 1952 als eine judenfreundliche Haltung aus ganz verschiedenen Motiven. Er unterschied fünf Typen:
- einen religiösen Typ, der sich aus einer Glaubensentscheidung heraus dem Judentum annähere. Dies galt für die im Hellenismus als „Gottesfürchtige“ bezeichneten Nichtjuden, die zur Konversion zum Judentum tendierten, ohne alle Gebote der Tora streng zu befolgen.
- einen christlich-chiliastischen Typ: Dieser achte die Juden, weil sie „im letzten Akt des Weltdramas“ vor der erwarteten Wiederkunft Jesu Christi eine Rolle spielen würden. Vertreter dieses Typs seien Spiritualisten und Enthusiasten des 17. Jahrhunderts wie Paul Felgenhauer und Andreas Kempe sowie später entstandene Gemeinschaften wie die Adventisten und Mormonen.
- Nicht scharf davon abgrenzbar sei der christlich-missionarische Typ: Dieser achte das Judentum mit seinen Eigenarten und hebe positive Züge daran hervor, um so den Boden für eine erfolgreiche Judenmission zu bereiten. Nach Michael Brenner verteidigen „Judenfreunde“ dieses Typs Juden gegen ihre Feinde, versuchten, theologische Vorurteile über sie abzuwehren und Verständnis unter Christen für sie zu wecken und zu stärken, zielten dabei aber immer auf ihre Bekehrung. Diese Haltung hätten in der Reformationszeit etwa Johannes Reuchlin, christliche Kabbalisten wie Christian Knorr von Rosenroth, Vertreter des Pietismus wie Johann Christoph Wagenseil, später des liberalen Protestantismus wie Franz Delitzsch und Hermann Strack vertreten.
- Davon wiederum nicht scharf abgrenzbar sei der utilitaristische Typ: Er befürworte die Niederlassung von Juden in einem Land, weil er sich davon politische und/oder ökonomische Vorteile verspreche. Als Beispiele nannte Schoeps Hugo Grotius, der 1615 die Aufnahme von Juden in die Niederlande begrüßte, und Oliver Cromwell, der Juden 1655 die Einwanderung nach England erlaubte. Brenner zählt den christlichen Zionismus dazu, weil er den Zionismus und einen außereuropäischen Judenstaat unterstützte, um so die „Lösung der Judenfrage“ durch Ausgrenzung der Juden aus Europa zu erreichen. Auch der politische Liberalismus im 19. Jahrhundert habe ein jüdisches Gruppenbewusstsein als Gefahr für die Einheit der Nation gesehen.
- einen liberal-humanitären Typ, „der an den Juden seine Prinzipien der Toleranz und Gleichberechtigung … beweisen will“ und deshalb die jüdische Emanzipation als notwendigen Beitrag zur Durchsetzung der allgemeinen Menschenrechte forderte. Schon der Humanismus der Renaissance habe sich deshalb für das Judentum interessiert. Klassisches Dokument dieser aufgeklärten Toleranz gegenüber Juden sei Lessings Nathan der Weise.

### Deutscher Philosemitismus der Nach-NS-Zeit
Brenner ergänzt als sechsten Typ einen nach 1945 aufgekommenen Philosemitismus, der durch ein Schuldgefühl gegenüber Überlebenden des Holocaust getragen sei, sich deshalb intensiv mit der jüdischen Kultur beschäftige und die Solidarität mit dem Staat Israel betone, wobei auch Eigeninteressen einflössen. Daran anknüpfend kritisierte Henryk M. Broder anlässlich des 2005 von Oliver Hirschbiegel inszenierten Films Ein ganz gewöhnlicher Jude eine kitschige, wirklichkeitsfremde Vorstellung über das Judentum bei Philosemiten. Bereits 1991 hatte Broder in einem Artikel in der tageszeitung bemerkt, dass „Gutmenschen“ ihren Philosemitismus wie eine Monstranz vor sich hertrügen. Claudia Curio zufolge diente in der Nachkriegszeit ein philosemitischer Diskurs oftmals dazu, sich nach der NS-Zeit selbst Absolution für Täterschaft oder Mitläufertum zu erteilen oder sich gegenüber der Besatzungsmacht Vorteile zu verschaffen. Antisemitische Einstellungen wurden dabei durchaus beibehalten, richteten sich dann jedoch eher gegen osteuropäische jüdische Displaced Persons, wohingegen die im Deutschland nach dem Nationalsozialismus  kaum noch anzutreffenden deutschen Juden philosemitisch überhöht wurden. In einer einfachen Umkehrung antisemitischer Vorurteile habe man sich laut Curio aufgrund einer den Juden zugeschriebenen wirtschaftlichen Begabung oder ihres vermeintlich leichten Zugangs zu Kapital materielle Vorteile beim Wiederaufbau versprochen. Auf den konkreten Umgang mit jüdischen Remigranten habe sich dies jedoch nicht ausgewirkt, auch sei es zu keinen verstärkten Bemühungen zur Rückkehr jüdischer Vertriebener gekommen. In der philosemitischen abstrakten Stilisierung und Idealisierung des Judentums innerhalb christlicher Kreise der Nachkriegsgesellschaft sei zudem der christliche Antijudaismus nicht in Frage gestellt worden und der Ermordung der europäischen Juden sei ein Platz im heilsgeschichtlichen Plan eingeräumt worden. Zugleich seien Juden zu moralischen Instanzen erklärt worden, für die höhere Standards als für andere Menschen zu gelten hätten. Beispiele für Bemühungen um Verbesserung des gegenseitigen Verhältnisses ohne philosemitische Überhöhung seien die von den Besatzungsmächten gegründeten Gesellschaften für christlich-jüdische Zusammenarbeit.

### Begriff
- Wolfram Kinzig: Philosemitismus. In: Zeitschrift für Kirchengeschichte (ZKG) Band 105, 1994; Teil I: Zur Geschichte des Begriffs, Heft 2, S. 202–228; Teil II: Zur historiographischen Verwendung des Begriffs, Heft 3, S. 361–383.

### Überblick
- Irene A. Diekmann, Elke-Vera Kotowski (Hrsg.): Geliebter Feind – gehasster Freund: Antisemitismus und Philosemitismus in Geschichte und Gegenwart. Verlag für Berlin-Brandenburg, 2009, ISBN 3-86650-334-2.
- Philipp Theisohn, Georg Braungart (Hrsg.): Philosemitismus. Rhetorik, Poetik, Diskursgeschichte. Wilhelm Fink, Paderborn 2017.
- David S. Katz: The Phenomenon of Philo-Semitism. In: Studies in Church History, Oxford 1992, S. 327–361.
- Irving Massey: Philo-Semitism in Nineteenth-Century German Literature. Tübingen: Max Niemeyer, 2000

### Frühe Neuzeit
- Hans-Joachim Schoeps: Philosemitismus im Barock. Religions- und geistesgeschichtliche Untersuchungen. Mohr/Siebeck, Tübingen 1952.
- Peter Vogt (Hrsg.): Zwischen Bekehrungseifer und Philosemitismus: Texte zur Stellung des Pietismus zum Judentum. 1. Auflage. Evangelische Verlagsanstalt, Leipzig 2007, ISBN 3-374-02456-4.

### Deutsches Reich 1871–1932
- Michael Brenner: Gott schütze uns vor unseren Freunden. Zur Ambivalenz des Philosemitismus im Kaiserreich. In: Jahrbuch für Antisemitismusforschung 2 (1993), S. 174–199.
- Alan T. Levenson: Between Philosemitism and Antisemitism: Defenses of Jews and Judaism in Germany, 1871–1932. Lincoln/London 2004.

### NS-Zeit
- Alan Edelstein: An Unacknowledged Harmony. Philo-Semitism and the Survival of European Jewry. Westport, Connecticut/London 1982.

### Nach 1945
- Wolfgang Benz (Hrsg.): Zwischen Antisemitismus und Philosemitismus. Juden in der Bundesrepublik. Metropol, Berlin 1991, ISBN 3-926893-10-9.
- Frank Stern, Shulamit Volkov: Am Anfang war Auschwitz: Antisemitismus und Philosemitismus im deutschen Nachkrieg. Wallstein, Göttingen 1991, ISBN 3-89244-540-0.
- Frank Stern: Evangelische Kirche zwischen Antisemitismus und Philosemitismus. In: Geschichte und Gesellschaft Nr. 18/1992, ISSN 0340-613X, S. 22–50.
- Hanno Loewy (Hrsg.): Gerüchte über die Juden: Antisemitismus, Philosemitismus und aktuelle Verschwörungstheorien. Klartext-Verlagsgesellschaft, Essen 2005, ISBN 3-89861-501-4.
- Ulrike Zander: Philosemitismus im deutschen Protestantismus nach dem Zweiten Weltkrieg. LIT Verlag Dr. W. Hopf, Berlin 2007, ISBN 3-8258-0359-7.

## Einzelbelege
1. ↑  Franz Mehring, Anti- und Philosemitisches, in: Die Neue Zeit Nr. 45 (1891), S. 586 (online, Zugriff am 20. Oktober 2010); auch zum Folgenden siehe Matthias Vetter: Franz Mehring. In: Wolfgang Benz (Hrsg.), Handbuch des Antisemitismus. Judenfeindschaft in Geschichte und Gegenwart., Bd. 2/1: Personen L–Z. Walter de Gruyter, Berlin 2009, S. 536 f.
2. ↑   Franz Mehring: Kapitalistische Agonie. In: Die Neue Zeit X. Jahrgang (1891-92), 2. Bd. (1892), Nr. 44, S. 546 (online, Zugriff am 2. Januar 2013.
3. ↑  Eduard Bernstein: Das Schlagwort und der Antisemitismus. In:  Die Neue Zeit, XI. Jahrgang, 2. Bd.(1893), Nr. 35, S. 233 (online, Zugriff am 2. Januar 2013); vgl. Robert S. Wistrich: Anti-capitalism or antisemitism? The case of Franz Mehring. In: Leo Baeck Institute Year Book 22 (1977), S. 47.
4. ↑  Robert S. Wistrich: Anti-capitalism or antisemitism? The case of Franz Mehring. In: Leo Baeck Institute Year Book 22 (1977), S. 35 – 51; Götz Aly: Warum die Deutschen? Warum die Juden? Gleichheit, Neid und Rassenhass 1800–1933. S. Fischer Verlag, Frankfurt am Main 2011, S. 127 f.
5. ↑  Friedrich Niewöhner: Philosemitismus. In: Evangelisches Kirchenlexikon, Vandenhoeck & Ruprecht, Göttingen 1992, Sp. 1191
6. ↑  Alex Bein: Die Judenfrage. Biographie eines Weltproblems, Band II, Stuttgart 1980, S. 109.
7. ↑  Alex Bein: Die Judenfrage. Biographie eines Weltproblems, Band I, Stuttgart 1980, S. 169ff
8. ↑  Michael Brenner: Philosemitismus, in: Die Religion in Geschichte und Gegenwart, 4. Auflage, Tübingen 2003, Band 6, Sp. 1289
9. ↑  Claudia Curio: Philosemitismus. In: Wolfgang Benz (Hg.): Handbuch des Antisemitismus. Judenfeindschaft in Geschichte und Gegenwart. Bd. 3 Begriffe, Theorien, Ideologien. De Gruyter, Berlin, 2010, S. 266 f.
10. ↑  Fabian Weber: Armin Mohler, die Neue Rechte und der Antisemitismus 1950 bis 1995. In: Vierteljahrshefte für Zeitgeschichte 73, Heft 2 (2025), S. 251–289, hier S. 262.
11. ↑  Hans-Joachim Schoeps: Philosemitismus. In: Die Religion in Geschichte und Gegenwart, 3. Auflage, Mohr/Siebeck, Tübingen 1961, Band V, Sp. 348
12. ↑  Michael Brenner: Philosemitismus, in: Die Religion in Geschichte und Gegenwart, 4. Auflage, Mohr/Siebeck, Tübingen 2003, Band 6, Sp. 1289–1290
13. ↑  Henryk M. Broder: Der ewige Gute, Artikel vom 19. Januar 2006 im Portal Spiegel Online, abgerufen am 27. Dezember 2011.
14. ↑  Hannes Stein: Satanischer Wallraff, Artikel vom 12. Juli 2007 im Portal Welt Online, abgerufen am 27. Dezember 2011.
15. ↑  Curio, S. 267 f.